# 卡尔·科尔施
卡尔·科尔施（或译柯尔施，德語：[kaʁl kɔɐ̯ʃ]；1886年8月15日—1961年10月21日）是一个德国马克思主义理论家。与卢卡奇·捷尔吉、安东尼奥·葛兰西一样，他被认为是20世纪20年代为西方马克思主义奠立基础的主要人物之一。

## 生平
1886年8月15日，卡尔·科尔施出生在汉堡附近的小村庄托施泰特，他的父母分别是卡尔·奥古斯特·科尔施（Carl August Korsch）和母亲特蕾丝（Therese）。虽然卡尔的父亲曾在市政局担任秘书，但他在生活中花费不少时间用于学习莱布尼茨的哲学。在卡尔十一岁时，由于总是渴望到更大的城市并获得更多的知识，父亲卡尔·奥古斯特决定带领他的家庭西迁到迈宁根郊外的一个村庄。这次迁徙移不仅使老科尔施在当地银行找到一份工作（在那里，他最终升迁至副主席），还使得他的儿子有机会接受更好的教育。卡尔在小时候就表现出卓越的才智，他在迈宁根的学校里上学时成绩优异。
自1906年起，科尔施先后在慕尼黑、日内瓦和柏林上大学，为准备在法律领域进行一个更集中的研究而学习了各种科目。科尔施然后于1908年进入了耶拿大学（卡尔·马克思于1841年也在该校获得哲学博士学位）开始研读他的法学学位。当他没有忙于学业的时候，科尔施极为活跃于一个推动学校的行为准则进一步自由化的左派到中间派的学生团体“学生的自由”。科尔施还抽出时间来成为学生报纸的编辑，他还为报纸贡献了一些文章。此外，科尔施组织和参加了突出的社会主义演讲家如爱德华·伯恩施坦和卡尔·李卜克内西的讲座。令人惊讶的是，所有这些课外活动，似乎没有对科尔施的学习成绩产生丝毫的不利影响，因为他努力设法从耶拿大学法学院毕业并于1910年获得最高荣誉；他的论文标题是“在民事诉讼程序与资格审查中应用举证责任（Die Anwendung der Beweislastregeln im Zivilprozess und das qualifizierte Geständnis）”的。在这个时候，科尔施遇上了赫达·加利亚尔迪（Hedda Gagliardi），他最终于1913年与她结婚。
科尔施1912年前往英国时收到赠款，并从事于对埃内斯特·舒斯特爵士的法律文本写翻译和评论。在此期间，柯尔施成为改良社会主义组织费边社的一个成员。科尔施在英格兰一直呆到1914年的夏天，此时第一次世界大战即将爆发，他收到命令通知他到他所在的军事团在迈宁根进行军事演习。尽管他反对战争，但他知道这是几乎肯定会很快发生的，而他的妻子说：“他想和群众在一起，他们会在军队里。”科尔施仍然决定回到他的祖国。战争开始时，科尔施最初被授予中尉军衔，但他敢于表达他对德国陆军入侵中立比利时的反对意见，于是很快被降级为军士。然而，这些纪律措施并没有动摇柯尔施的和平信念；在整个战争时，他拒绝携带任何种类的武器进入战斗。根据赫达·加利亚尔迪（Hedda Gagliardi）所述，卡尔进入作战时手无寸铁的的理由是“这没有什么区别，因为你有或没有武器都是安全的：关键是你既不安全也不安全。”科尔施不把战斗作为个人使命，而是把拯救尽可能多的生命作为个人使命。随着冲突的发生，科尔施被授予了好几次奖章，甚至被重新提升为上尉军衔。更重要的是与这些官方的荣誉相比，柯尔施在战火中勇敢地表现出的强烈的道德品格和信誉帮助他获得了他的连队里许多人的尊重。当德国十一月革命席卷德国时，该连队建立了一个“士兵苏维埃”，科尔施被他的同胞选举为担任苏维埃代表团成员之一。在1919年1月发生的一个镇压过程中，这个“红色连队”是最后一个被遣散的。
从1917年至1933年，他活跃于德国的左翼政治中，在1933年的国会纵火案的晚上之后离开了德国。在英格兰和丹麦短暂停留之后，他和他的妻子于1936年开始定居于美国，在新奥尔良的杜兰大学任教，在纽约市的国际社会研究所工作。
卡尔·科尔施于1961年10月21日死于贝尔蒙特。

## 政治历程
1912年到1914年，科尔施在伦敦学习，成为了费边社的会员。在1913年，他与女权主义者海德薇格·多姆的孙女赫达·加利亚尔迪结婚，此后赫达·加利亚尔迪密切参与他的理论工作。赫达·加利亚尔迪从1916年起成为免费学校威克斯多尔夫学校的一名教师。科尔施在德国的战争时期的经验使他变得激进，特别是在德国左翼政党在俄国革命后发生的骚动之后。科尔施集中精力于学习和撰写为工人委员会制订替代性的经济制度以在德国实施，在1919年3月发表了标题为《什么是社会化》的文章。1920年，柯尔施加入了德国共产党。1923年10月，他成为了图林根自由州政府的共产党人司法部长。
科尔施将德国革命的失败归咎于缺乏思想准备和工人阶级的领导。因此，他致力于将工人组织发展为能主观认识到革命的机会的主体。在他看来，相比于唯物主义宿命论，如果能把更多的努力投入到教育工人更加深入的马克思主义理论，这将能够激励工人组织进行更大胆的政治行动。由于科尔施是法学学士出生，他于1922年撰写了《工厂委员会的劳动法》，尝试提供一部无产阶级性质的法律。
1926年，他与恩斯特·施瓦茨共同组建了“决定左翼”（Entschiedene Linke）组织。在1927年6月并入德国共产主义工人党之前，该组织已经吸收了7000名成员。
在他后来的工作中，他抛弃了其认为已在历史上过时的正统马克思主义，希望使马克思主义适应新的历史形势，并在他的《今日马克思主义的十个论题》(1950年)中写道“第一个步骤在于重建一个革命性的理论和实践，包括打破那个马克思主义宣称的垄断革命倡议以及理论和实践方向”和“今天，所有尝试重新建立马克思主义学说作为一个整体，在其初始功能上作为一个工人阶级社会革命的理论，都是反动的乌托邦了”。

## 哲学思想
科尔施特别关注的是，马克思主义理论失去其精度和有效性–用日常的话来说，变得“庸俗化”–在各个社会主义组织的高层。他的杰作《马克思主义和哲学》是试图重新建立马克思主义的历史悠久的角色作为黑格尔的继承者。他开始引用弗拉基米尔·伊里奇·列宁关于武装唯物主义的意义的话“我们必须从唯物主义的角度来看辩证法，组织对黑格尔的系统研究”。
在科尔施的公式中，黑格尔代表着思想真实的层次、资产阶级的物质进步。“黑格尔主义”于约1848年消亡，资产阶级失去了在社会的进步角色，不再是最普遍的阶级。马克思将黑格尔的哲学转变为新的东西，工人将变成进步的阶级，他将代表着革命指挥棒从资产阶级转移到工人阶级的那一刻。到科尔施，马克思主义的中心思想是他称之为的“历史规范的原则”。这意味着“在一个确定的历史时期理解所有的事物”了。他强调，马克思的“处理所有类别的经济和社会历史研究的具体形式，以及它们在现代资本主义社会中的具体联系。他不会把它们作为永恒的类别。”
科尔施的立场对官方共产党的结构有令人不快的影响结果，至少造成了该政党在自己的意识形态上的弱点，被许多人认为是唯一能解释革命失败的原因。科尔施发表在1923年的《马克思主义和哲学》受到了党内成員和其他左翼人士的强烈反对，反对者包括了卡爾·考茨基和格里戈里·叶夫谢耶维奇·季诺维也夫。季诺维也夫以批判卢卡奇和科尔施著称，“如果我们得到一些更多的这类脱离了他们的理论的教授，我们将会迷失方向。”在随后的五年中，德国共产党逐渐清除所有的这种反对声音。科尔施留在一个名为“坚定左翼”的党内派别中，直到1926年被开除出党。但他仍然是德国国会大厦中的共产主义者代表。

### 对列宁主义的批判
卡尔·科尔施在1923年撰写的《马克思主义和哲学》中，虽然对列宁主义仍然持以肯定为主的态度，但隐晦地表达了对列宁主义的一些批评；他认为布尔什维克没有意识到马克思主义的精髓在于突出了意识与现实的一致性，而是从僵化的形而上学的角度曲解马克思主义并将自己的哲学从莫斯科强行灌输到全世界。在这部作品中他也第一次提出了“西方马克思主义”的概念。
在科尔施的《马克思主义和哲学》受到俄国的共产国际理论家的抨击后，他又于1930年写了《关于“马克思主义和哲学”问题的现状——一个反批判》作为回击，公开表达了他对列宁主义的批判。科尔施认为，马克思对意识形态概念是持否定态度的（“意识形态仅仅是一种虚伪的意识”），而列宁修正了马克思对意识形态概念的否定，从政治功用性的角度把马克思的哲学理论变成了僵化的意识形态，而列宁又只从“党能否取得胜利”、政治上对党“有益”还是“有害”的方面来考虑问题，并不关心理论本身是否科学，是明显的功利主义者。由于列宁对马克思主义的辩证法的误读，使其最终成了形而上学的唯物主义体系。
科尔施总结了无产阶级专政应有的原则是：
- 首先，它是一种无产阶级的专政，而不是凌驾于无产阶级之上的专政；
- 其次，它是一个阶级的专政，而不是一个党或一个党的领袖的专政；
- 最重要的是，它是革命的、进步的专政，它不过是通过镇压阶级和抑制阶级矛盾来实现“国家的消亡”，其目的是为大多数人创造更多的自由，“意识形态专政”的根本目的是要消除意识形态自身的物质和观念上的原因，从而使它自身既没有必要存在也不可能存在。社会主义，无论就其目的和手段而言，都是一场实现自由的斗争。[7]

而在科尔施看来，列宁的学说在苏联变成了凌驾于一切(包括自然科学领域)之上的最高司法权威，就在苏联就形成了强大的“意识形态专政”。列宁逝世后，斯大林则将这种意识形态的专政发展到了登峰造极的地步，甚至推广到国外，将任何有悖于共产国际中央的理念的马克思主义思想斥为异端邪说，粗暴地干涉各国共产党的指导思想和活动乃至清理这些政党内的持不同政见者，也就阻塞了马克思主义发展的道路。

## 影响力
科尔施的批评并不被马克思列宁主义的共产主义理论所采纳。它仍然在几十年内保留着共产主义内部的持不同政见者的属性和学术性质。在这些时期，特别是在德国、英国、匈牙利和意大利，他的影响力从一群人传到另一群人，在20世纪60年代后期和20世纪70年代初的短暂革命复兴中变得更加有意义。科尔施教导马克思主义剧作家贝托尔特·布莱希特并与之为友，他在柯尔施脱离了德国共产党以后请求科尔施指导他马克思主义理论。他还指导了“社会研究机构”的创始人费里克斯·韦尔，该机构对法兰克福学派的形成有很大影响。他也影响了德国的马克思主义历史学家阿瑟·罗森伯格。科尔施的间接门徒了包括弗朗茨·雅库博夫斯基和尼泊尔·维亚纳。悉尼·胡克也在1928年在柏林参加了科尔施的讲座。

## 出版物
- 1923年：《马克思主义和哲学》，1972年由伦敦维尔索（NLB）出版社整理出版
- 1930年：《关于“马克思主义和哲学”问题的现状——一个反批判》
- 1932年：《资本简介》;1971年重印在《马克思主义三论》中。
- 1935年：《为什么我是一个马克思主义者》;1971年重印在《马克思主义三论》中。
- 1937年：《马克思主义的领导原则：一个重述》;1971年重印在《马克思主义三论》中。
- 1938年：《卡尔·马克思》。[8] 最初发表作为《现代社会学》系列的一部分。1963年重新印发。1967年以原有德语版本发表。被翻译成意大利语、法语、西班牙和希腊。多次重新印发。
- 1971年：《马克思主义三论》
- 1975年冬季—1976年：《今日马克思主义的十个论题》；撰写于1950年
- 1977年：《革命性的理论》，由道格拉斯·凯尔纳和奥斯汀编辑，德克萨斯大学出版社（一个很好的收集，由凯尔纳叙述的科尔施的生活和工作的60页的介绍性的文章）。